# Musique classique

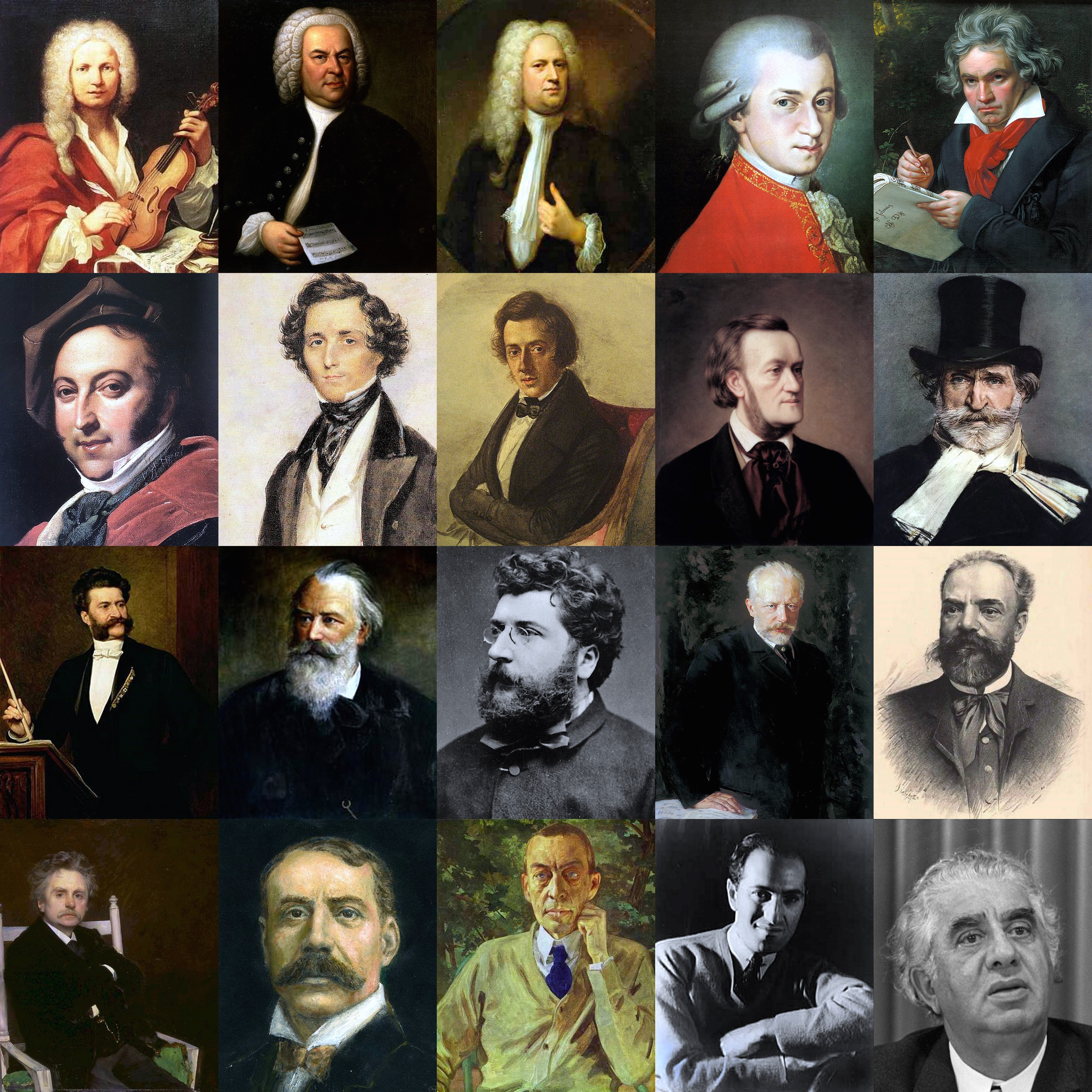
Une vingtaine de compositeurs de musique classique, parmi les plus importants couvrant la période du .(De gauche à droite, de haut en bas :1re rangée — Antonio Vivaldi, Jean-Sébastien Bach, Georg Friedrich Haendel, Wolfgang Amadeus Mozart, Ludwig van Beethoven
2e rangée — Gioachino Rossini, Felix Mendelssohn, Frédéric Chopin, Richard Wagner, Giuseppe Verdi
3e rangée — Johann Strauss II, Johannes Brahms, Georges Bizet, Piotr Ilitch Tchaïkovski, Antonín Dvořák
4e rangée — Edvard Grieg, Edward Elgar, Sergueï Rachmaninov, George Gershwin, Aram Khatchatourian.)

La musique classique est, pour le grand public, l'ensemble de la musique occidentale appelée « savante » par distinction avec la musique populaire, à partir de la musique médiévale et jusqu'à nos jours.
Si une ambiguïté persiste dans la définition de ce que représente la musique classique, elle est due à l'usage systématique (et sans doute impropre) de l'adjectif « classique », qui sert également à définir une période spécifique de la musique savante occidentale (voir Classicisme et Musique de la période dite classique), dont les œuvres datent exclusivement de la période entre 1750 (date de la mort de Jean-Sébastien Bach) et les années 1800-1810 (notamment, en 1808, par la création de la Symphonie no 6 de Ludwig van Beethoven). On inclut ainsi dans le terme de « musique classique », tel qu'il est employé de façon générique dans le langage commun, l'ensemble des traditions écrites qui ont traversé la musique occidentale, des chants grégoriens ou du système écrit de Guido d'Arezzo aux différentes avant-gardes expérimentales en cours depuis 1945.
Le terme de « musique classique » recoupant une frange immense de la production musicale européenne, on peut noter qu'en son sein de nombreux sous-genres existent. L'opinion commune intègre ainsi dans ce terme :
- Les musiques considérées comme nobles, solennelles ou vouées à des franges dominantes de la société (en témoignent l'acceptation en son sein des chants liturgiques et, plus généralement, des harmonies jugées complexes en opposition avec une monodie plus « populaire »), qui semblent réservées à certaines salles prestigieuses et certains instruments particuliers, et sont issues d'un héritage généralement voué aux classes supérieures.
- Les musiques qui présupposeraient une érudition et un apprentissage particulier, souvent dispensé dans les écoles de musique et les conservatoires, qu'il s'agisse d'un apprentissage pratique des instruments-phares (piano, violon, violoncelle) ou d'un apprentissage des matières théoriques (formation musicale, écriture, harmonie ou analyse), notamment pour les compositions les plus récentes.

La musique « classique » semble, de façon générale, dépendre de la tradition écrite dans son déroulement à travers les siècles. Cette particularité du mode d'expression musical, séquencé et dépouillé de toute improvisation, étant moins présente dans l'expression des musiques populaires ou traditionnelles, notamment de la musique dite « légère », on peut y trouver le point convergent de toutes les compositions de « musique classique ».

## Définition et ambiguïtés
L'acception du terme de musique "classique" correspond de nos jours à une synecdoque généralisée : on entend par "musique classique" l'ensemble des musiques savantes composées depuis le Moyen Âge, mais le terme se confond avec un adjectif qui, du point de vue musicologique, fait conventionnellement référence au « classicisme », période souvent considérée comme la plus représentative du genre par le grand public. Si l'utilisation du terme de "musique savante" permettrait d'évoquer la complexité de cette musique en comparaison aux musiques populaires tout en rappelant que ce genre continue d'évoluer encore aujourd'hui, le terme de "musique classique" reste le plus populaire, et est automatiquement assimilé à des œuvres comme Les Quatre Saisons de Vivaldi, ou à des compositions de Bach, Mozart ou Beethoven.
Dans les faits, et tel que le genre est défini dans les écoles de musiques et conservatoires, la musique "classique" rassemble toutes les musiques savantes occidentales transmises par des partitions (à la différence des musiques populaires et traditionnelles qui se transmettent le plus souvent par l'oral), à partir des chants monodiques, avec le système tonal et, par la suite, avec les systèmes atonal, modal, polytonal ou dodécaphonique.
L'utilisation du terme de musique classique est plutôt récente, et on suggère que l’expansion de l'industrie musicale de la seconde moitié de XXe siècle est à l’origine du changement de terminologie : l'adjectif « classique »  remplace l'adjectif « savante » utilisé auparavant, afin de rompre avec la perception des pratiques liées à ce genre musical.

### Musique classique et musique populaire

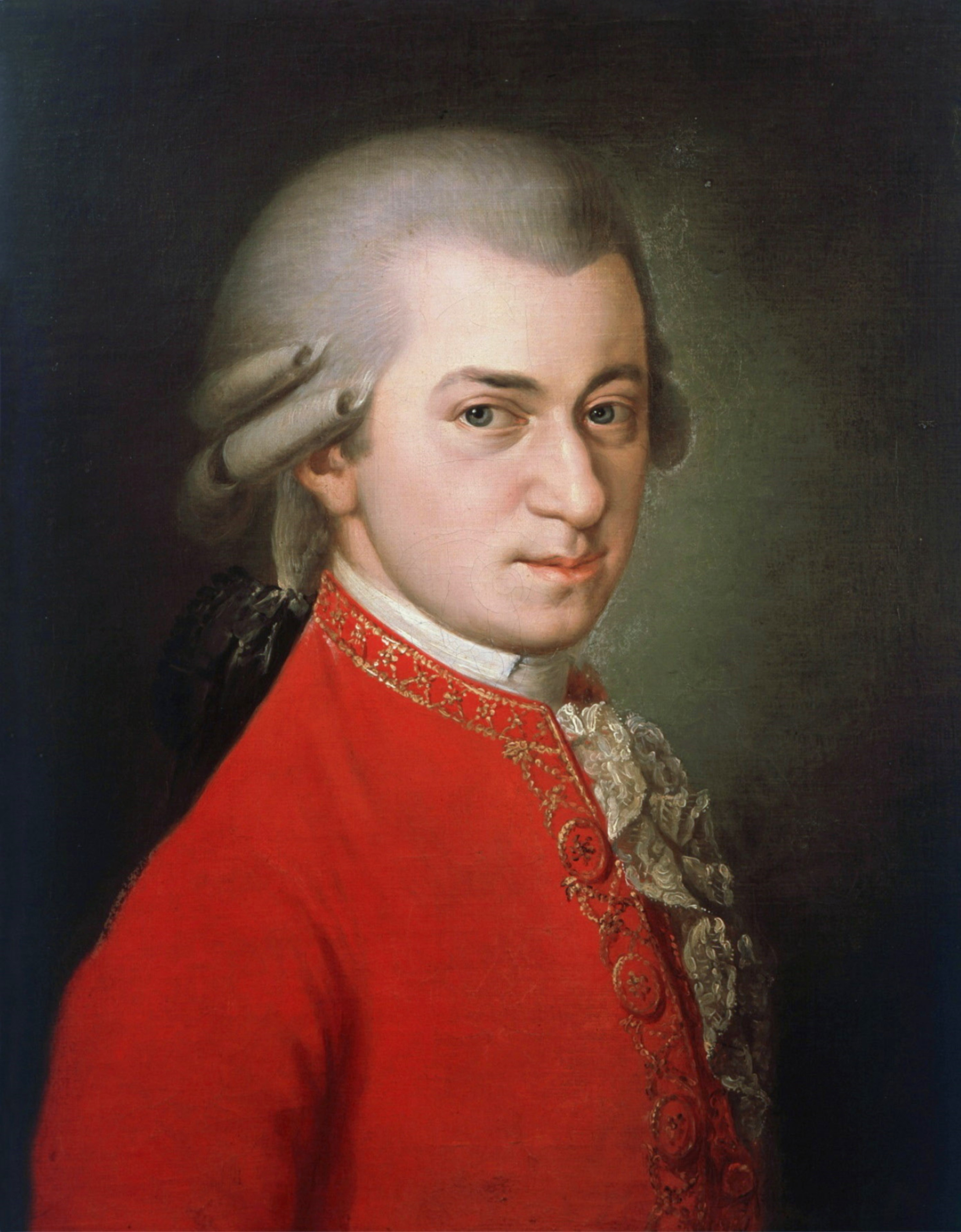
Wolfgang Amadeus Mozart (1756-1791) est peut-être le plus connu des compositeurs de musique classique. Sa notoriété internationale entretient la confusion entre les termes musique classique (au sens de musique savante occidentale) et musique de la période classique.

Pour définir la musique classique, qui est d'ordinaire considérée comme "savante", "sérieuse" ou "grande", il faudrait pouvoir la confronter à une musique qui n'entrerait dans aucun de ces trois adjectifs ; or, si on a souvent opposé musique savante et musique populaire, la frontière qui délimite leurs deux champs se trouve souvent être mince. La musique classique sait s'inspirer de thèmes populaires (on peut penser, au XVIIIe siècle, au concerto comique de Michel Corrette La servante au bon tabac qui s'inspire du thème populaire J'ai du bon tabac (1733), ou de façon bien plus renommée, à l'appropriation du thème Ah ! vous dirai-je, maman dans les variations de Mozart (1781/1782)), et l'influence des musiques populaires sur le genre est perceptible dès la Renaissance, en voyant par exemple les motifs musicaux de la villanelle être repris dans les livres de madrigaux. Dans le sens inverse, la musique savante peut s'ancrer dans le monde séculier, et elle le fait souvent grâce aux mélodies les plus connues de son répertoire : par exemple, le chœur Va, pensiero de Nabucco a été utilisé par les révolutionnaires italiens lors du Risorgimento, et  les supporters du FC Nantes ou des Girondins de Bordeaux utilisent la « Marche triomphale » d'Aïda du même Giuseppe Verdi dans les chants qu'ils entonnent pendant les matchs : cette conjonction immédiate de deux mondes que l'imaginaire commun a tendance à nettement séparer, renforce l'idée que musique classique et musique populaire ne sont pas deux termes satisfaisants pour rendre compte des phénomènes en jeu.
La musique classique trouve son origine tant dans le chant grégorien que dans la musique profane des troubadours et trouvères médiévaux. Les musiciens sont d'abord des nobles, puis des roturiers éclairés, cultivés, pratiquant un art de la composition que l'on ne peut pas qualifier de populaire, car rarement adressé au peuple lui-même. L'art des troubadours et des trouvères ne se confond pas alors avec celui des « ménestrels », musiciens ambulants populaires, formés dans les nombreuses écoles de « ménestrandie », ancêtres des académies et conservatoires actuels. Dès les débuts, la distinction entre « populaire » et « savant » semble moins s'ancrer sur une différence liée à la musique elle-même, ou à sa qualité, mais sur une différence de statut social qui précéderait la création de la musique : les ménestrels pratiquant un art tout autant appris que celui des troubadours/trouvères, la seule vraie différence se situe dans le milieu social vers lequel ils s'adressent.
En latin, le sens premier de "classis" est l'appel  des citoyens pour la défense du pays, puis par extension les différentes classes de citoyens susceptibles d'être appelés. Le pluriel de classis, "classici", désigna les citoyens appartenant à la première des classes créées par Servius Tullus ; de là le sens de "scriptores classici" qui désignait les  "écrivains de première classe", d'où les "classiques". L'adjectif « classique » pourrait ainsi désigner, tel que le Dictionnaire de l'Académie française l'appliquait à la littérature, « un auteur ancien fort approuvé et qui fait autorité dans la matière qu’il traite ». L'autorité acquise par ces auteurs classiques (souvent les antiques grecs et romains) sur les créateurs des XVIIe et XVIIIe, pourrait peut-être se retrouver dans la relation entre l'opinion commune actuelle et les œuvres de Mozart ou Beethoven.
Ainsi, l'opinion commune continue à identifier la musique "classique" de façon assez claire et stéréotypée, sans tenir compte des nombreuses évolutions dont a pu témoigner l'histoire de la musique savante occidentale, du Moyen Âge à nos jours : le terme désigne aujourd'hui, des œuvres souvent datées d'au moins un siècle, transmises à l'écrit par des partitions, et qui exigeraient une écoute « attentive ». Le degré de raffinement et d'éducation nécessaire pour écouter de la musique classique serait décisif : le décorum des concerts de musique classique en serait la preuve, puisqu'il se distingue par des règles très précises (l'absence de communication entre les interprètes et la musique en comparaison avec les musiques populaires, l'interdiction d'applaudir entre les mouvements d'une pièce, et l'interdiction communément admise de danser, parler ou chanter pendant que la pièce est jouée).

### Le problème de l'interprétation

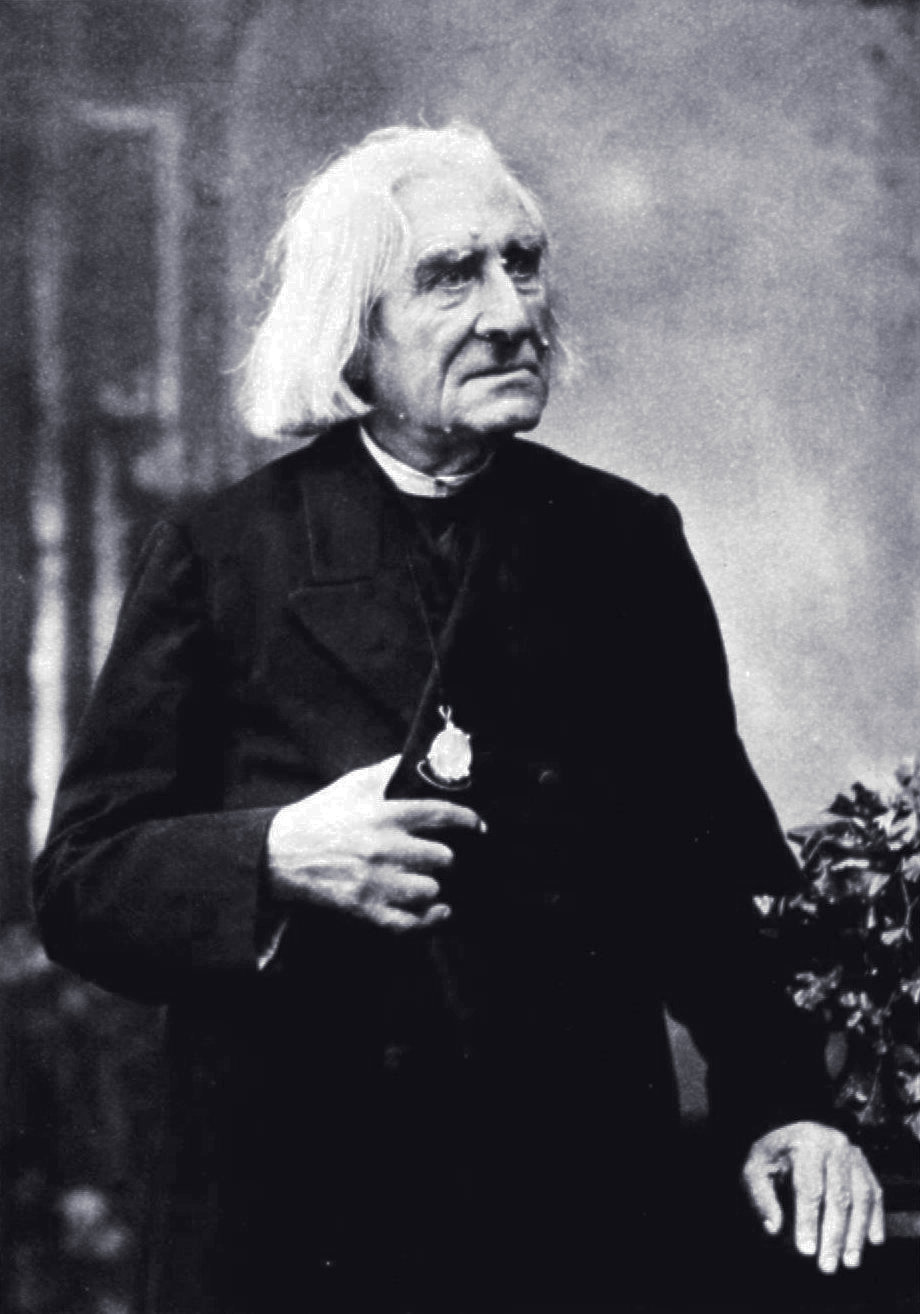
Franz Liszt.

Outre l'emploi conscient de techniques musicales et d'une organisation formelle hautement développées, c'est probablement l'existence d'un répertoire qui différencie le plus sûrement la musique classique de la musique populaire, et ce, depuis le début de la Renaissance. La musique d'essence populaire était alors peu ou pas écrite, transmise à l'oral, ce qui a limité la constitution d'un répertoire fixé dans un temps long. De même que pour les contes collectés par les frères Grimm, le travail de Bartok et Kodaly au début du XXe siècle a consisté à "récupérer" les thèmes populaires des campagnes slaves pour les empêcher de tomber dans l'oubli : là où les frères Grimm ont écrit avec des mots, Bartok et Kodaly ont pu éditer des retranscriptions et permettre à ce patrimoine de subsister.
De nos jours, le problème peut s'envisager autrement : la musique populaire gravée sur disque ne laisse place qu'à une seule interprétation admise par tous (les versions produites en concert, à l'exception des enregistrements de concerts eux-mêmes sortis en disques, ne sont considérées que comme des reproductions d'une autre musique), quand la tradition musicale savante différencie l'interprète du compositeur, et laisse les interprètes produire des versions à chaque fois différentes d'une même pièce, en attribuant à chaque interprétation le même crédit et la même légitimité. La musique savante occidentale ne semble donc pas se définir par une écoute ou une archive sonore comme la musique populaire actuelle : elle trouve sa source dans un répertoire écrit sans cesse renouvelé, autant par les compositeurs qui élargissent le catalogue disponible, que par les interprètes qui proposent sans cesse des nouvelles versions de pièces potentiellement déjà jouées des milliers de fois.

La musique classique disposerait donc de ce que Nicholas Cook a appelé un « capital esthétique », c’est-à-dire un répertoire, du fait de la distinction entre interprète et compositeur, tandis que la musique populaire serait écrite pour ou par un musicien ou un groupe de musiciens pour lui-même,.

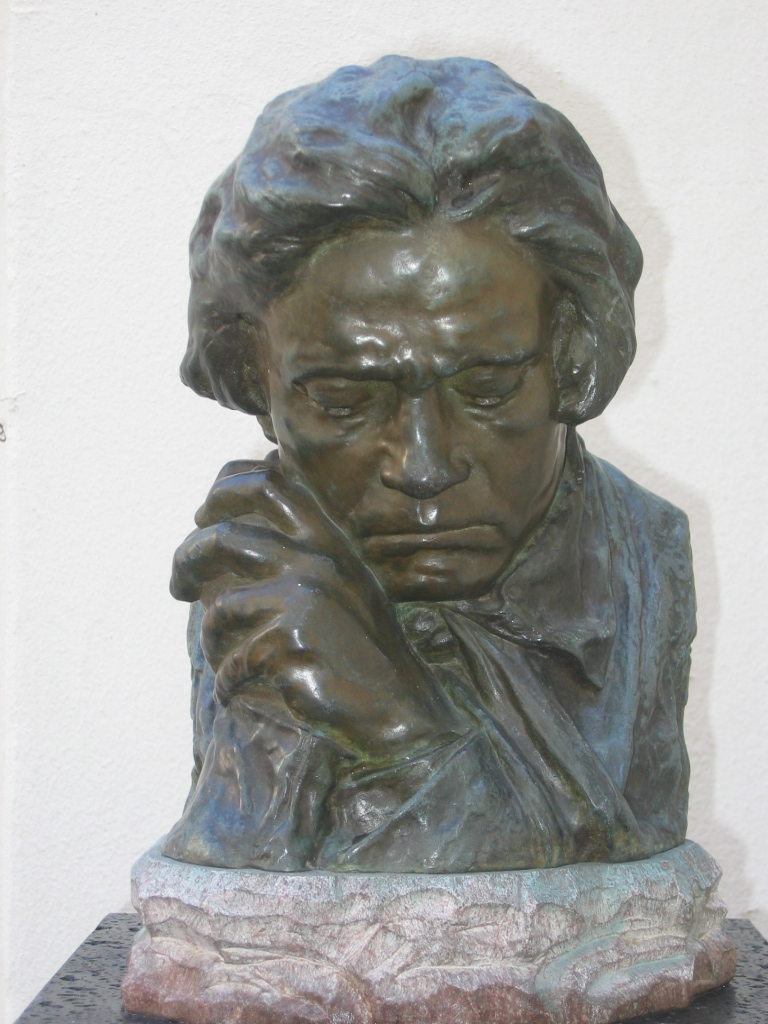
Ludwig van Beethoven est l'une des figures les plus marquantes de la musique savante occidentale.

### Beethoven et la métamorphose du répertoire
Toujours d'après Nicholas Cook, la conception de la musique dont notre époque a hérité date du XIXe siècle, et tient principalement au personnage de Ludwig van Beethoven. La notion de répertoire, de « musée musical » dont Liszt réclamera la fondation en 1835 en tant qu'institution, n'aurait pas existé avant l'ère romantique. Ainsi, des compositeurs tels que Jean-Philippe Rameau, Jean-Sébastien Bach ou Joseph Haydn écrivaient leurs œuvres pour une occasion précise (la messe du dimanche ou le dîner du prince Esterházy par exemple), et le rituel du "concert" comme exacerbation des émotions du public, ne s'est développé que récemment.
La Passion selon saint Matthieu, dont l'exécution en 1829 par Felix Mendelssohn était la première depuis la création de l'œuvre cent ans plus tôt, a été présentée au public moins comme un objet de culte et une représentation de la Passion du Christ, que comme un objet musical digne d'intérêt esthétique "pur". Ce que souligne ainsi Nicholas Cook, c'est que le terme de musique classique a été créé pour désigner les œuvres de ce musée musical imaginaire, musée qui n'existait pas avant que le XIXe siècle ne métamorphose la perception qu'avait le public de la majorité de la musique savante. La notion de musique classique aurait donc été formée a posteriori de la moitié de la musique qu'elle est censée désigner, et serait donc plus que sujette à caution.

## Histoire

### Moyen Âge
S'il est difficile de vraiment considérer la musique du Moyen Âge comme faisant partie de la musique « classique », il faut reconnaître que ses principes sont l'origine même des langages musicaux employés depuis lors. La musique savante occidentale commence (au-delà des rares traces de musiques antiques, comme l'Épitaphe de Seikilos) avec la monodie médiévale, et c'est à partir d'elle que l'ensemble des innovations suivantes s'ancrent.

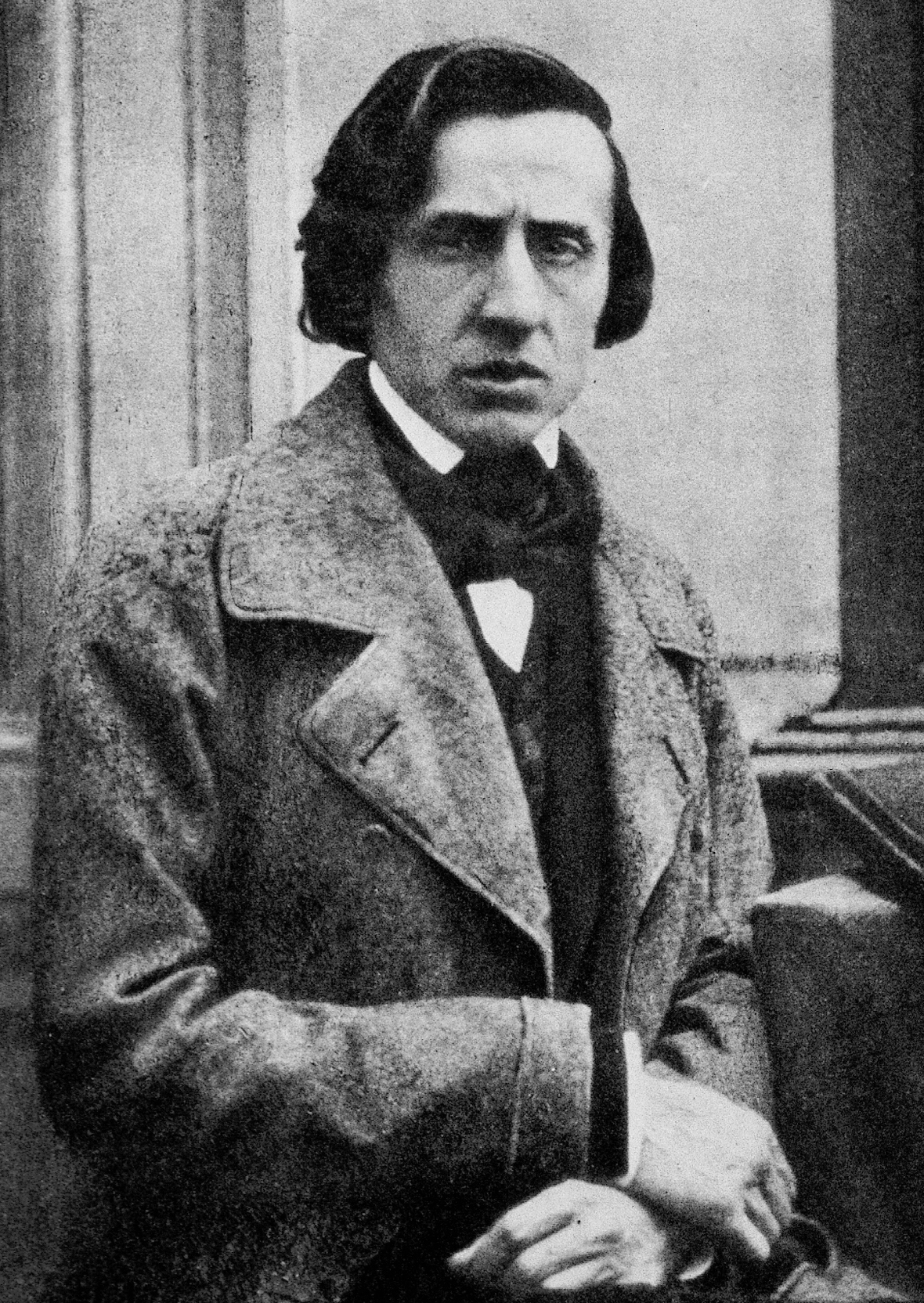
Frédéric Chopin.

D'elle vient également la relation difficile à entremêler entre la musique savante et la musique cérémonielle, vouée aux cérémonies religieuses : la difficulté pour nous de différencier musique « classique » et musique « populaire » vient sans doute du manque de précision dont fait preuve un terme comme « musique médiévale », qui confond tous les styles, tous les ensembles d'instruments, et toutes les occasions différentes auxquelles la musique était dédiée.

### XIXe siècle

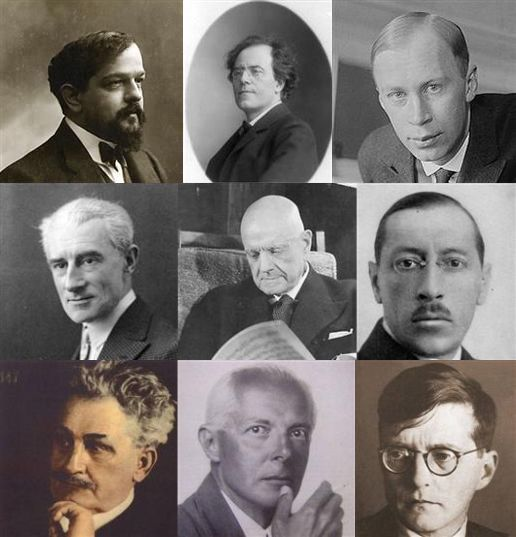
De gauche à droite : première rangée Claude Debussy, Gustav Mahler et Serge Prokofiev ; deuxième rangée Maurice Ravel, Jean Sibelius et Igor Stravinsky ; troisième rangée : Leoš Janáček, Béla Bartók et Dmitri Chostakovitch.